# Śmiardowo Złotowskie
Śmiardowo Złotowskie (prononciation : [ɕmjarˈdɔvɔ zwɔˈtɔfskʲɛ]) est un  village polonais de la gmina de Zakrzewo dans le powiat de Złotów de la voïvodie de Grande-Pologne dans le centre-ouest de la Pologne.
Il se situe à environ 5 kilomètres au sud de Zakrzewo (siège de la gmina), 8 kilomètres à l'est de Złotów (siège du powiat), et à 109 km au nord de Poznań (capitale de la Grande-Pologne).

## Histoire
De 1975 à 1998, le village faisait partie du territoire de la voïvodie de Piła.

Depuis 1999, Śmiardowo Złotowskie est situé dans la voïvodie de Grande-Pologne.
Le village possède une population de 240 habitants en 2006.